# Скрипник Ганна Аркадіївна
Шаблон:ПІПк
Ганна Аркадіївна Скрипник (9 вересня 1949, с. Плисків, Вінницька область — 16 вересня 2024) — українська етнологиня. Дійсна членкиня-академікиня НАН України (2006). Президентка Міжнародної асоціації україністів (МАУ) — 2008–2013 рр. Керівниця науково-координаційної ради щодо проблем розвитку народної культури, академікиня-секретарка Відділення літератури, мови та мистецтвознавства НАН України, голова українського комітету Міжнародної асоціації дослідження слов'янських культур, членкиня Комітету з Державної премії України. Лауреатка Державної премії України в галузі науки і техніки.

## Біографія
Народилася 9 вересня 1949 року в с. Плисків Вінницької області в селянській родині. У 1968 році закінчила Немирівське педагогічне училище. З 1968 по 1969 рік працювала в Казахстані вчителькою в Дружбинській школі Кокчетавської області. У 1969 році вступила до Кустанайського педінституту. Упродовж 1974–1977 років Г. А. Скрипник працювала вчителькою історії в Києві.
Закінчила Київський державний педагогічний інститут імені М.Горького (1974) та аспірантуру Інституту мистецтвознавства, фольклору та етнографії імені Максима Рильського НАН України (1980).
Докторка історичних наук (1998), професорка (2002), членкиня-кореспондентка НАН України (2003), академікиня НАН України (2006).
З 2000 року — директорка Інституту мистецтвознавства, фольклору та етнографії імені Максима Рильського НАН України. У 2004—2020 роках — заступниця академіка-секретаря Відділення літератури, мови та мистецтвознавства НАН України, від 2020 року — академікиня-секретарка.
Г. Скрипник очолювала Спеціалізовану вчену раду ІМФЕ ім. М. Т. Рильського НАН України із захисту докторських та кандидатських дисертацій зі спеціальностей етнологія, фольклористика та мистецтвознавство.

## Творчий доробок
У доробку Ганни Скрипник понад 300 наукових праць, у тому числі монографій, статей та розвідок з проблем української етнографії та етнографічного музейництва, духовної культури українців, етнопсихології та етнонаціональних відносин.
Основні монографії:
- «Етнографічні музеї України»,
- «Українське етнографічне музейництво 20-90 рр. XX ст.»,
- «З історії української етнографії»,
- «Етнокультура та етноідентифікаційні процеси в контексті суспільних трансформацій».

## Редакційна робота
Крім того, Скрипник Ганна Аркадіївна — головна редакторка й авторка розділів у фундаментальних колективних монографіях, головна редакторка 5-ти спеціалізованих періодичних видань Інституту: журналів «Народна творчість та етнографія», «Студії мистецтвознавчі», «Слов'янський світ», «Матеріали до української етнології», «Українське мистецтвознавство».
Г. Скрипник — ініціаторка проектів і редакторка низки багатотомних наукових праць, зокрема:
- «Історія української культури» (Т. 4, кн. 1, 2);
- «Етнічна історія України» (у 3-х томах);
- «Українці. Історико-етнографічне дослідження»;
- «Історія українського мистецтва» (у 5-ти томах);
- «Історія декоративного мистецтва» (у 5-ти томах);
- «Українська музична енциклопедія» (у 6-ти томах);
- «Історія українського театру» (у 3-х томах);
- «Історія української музики» (у 6-ти томах).

## Політична діяльність
2006 та 2007 неуспішно балотувалася до Верховної ради України. До 5-го скликання за списком Українського народного блоку Костенка і Плюща (№ 5 у списку), 6-го — від Блоку «Наша Україна — Народна самооборона» (№ 103 у списку).
2008 Українська народна партія висунула Ганну Скрипник на посаду Київського міського голови. На виборах набрала 0,05 % голосів (542 голоси) і зайняла 21-ше місце.

## Державні нагороди
- Орден княгині Ольги III ст. (27 листопада 2008) — за визначні особисті заслуги у розвитку вітчизняної науки, зміцнення науково-технічного потенціалу Української держави та з нагоди 90-річчя Національної академії наук України[3]
- Державна премія України в галузі науки і техніки 2014  року — за роботу «Історія української культури» у п'яти томах (у дев'яти книгах) (у складі колективу)[4]